# Prorocy więksi
Prorocy więksi – w tradycji żydowskiej i chrześcijańskiej, czterej prorocy (trzej w przypadku judaizmu, Daniel nie jest uznawany w Hebrajskiej Biblii za proroka), domniemani autorzy ksiąg prorockich, które są największe objętościowo:
- Izajasz (Księga Izajasza)
- Jeremiasz (Księga Jeremiasza)
- Ezechiel (Księga Ezechiela)
- Daniel (Księga Daniela)

## Galeria

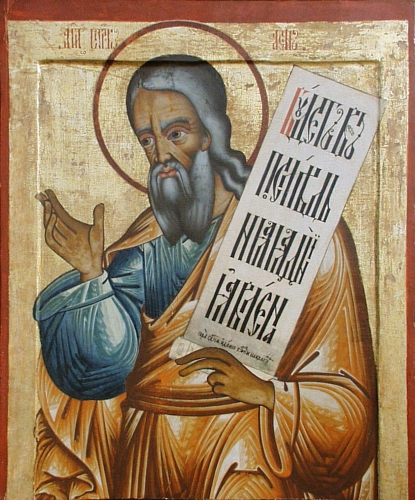
Izajasz
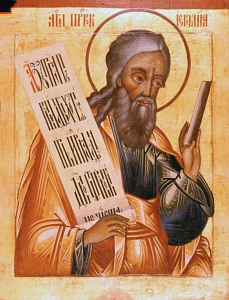
Jeremiasz
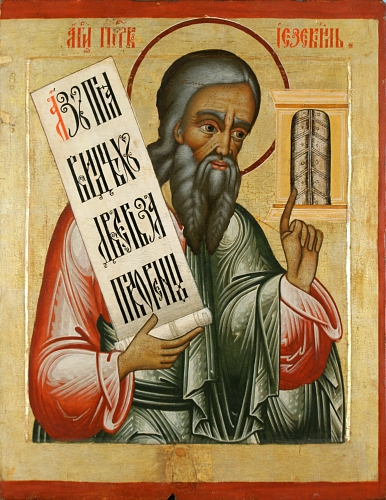
Ezechiel
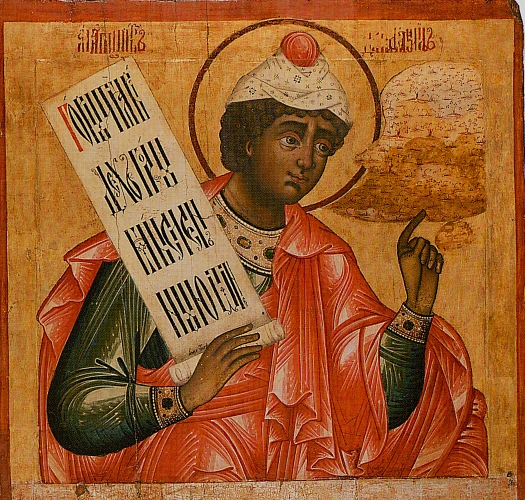
Daniel